# Рандерзакер
Рандерзакер (њем. Randersacker) град је у њемачкој савезној држави Баварска. Једно је од 52 општинска средишта округа Вирцбург. Према процјени из 2010. у граду је живјело 3.427 становника. Посједује регионалну шифру (AGS) 9679175.

## Географски и демографски подаци
Рандерзакер се налази у савезној држави Баварска у округу Вирцбург. Град се налази на надморској висини од 172–280 метара. Површина општине износи 16,3 km². У самом граду је, према процјени из 2010. године, живјело 3.427 становника. Просјечна густина становништва износи 211 становника/km².

## Међународна сарадња
| Мјесто | Држава    | Врста сарадње | Од    |
| ------ | --------- | ------------- | ----- |
|        | Француска | партнерство   | 1992. |
| Извор  |           |               |       |